# Jolanta Horodecka-Wieczorek
Jolanta Horodecka-Wieczorek (ur. 14 marca 1947 w Piotrkowie Trybunalskim, zm. 5 kwietnia 2021 tamże) − polska pisarka, autorka bajek i baśni pisanych wierszem lub prozą, z wykształcenia ekonomistka.

## Publikacje
- Nieskończony wywiad – powieść, (MOK Piotrków Trybunalski, 2001)
- W świecie Fosforantów – powieść i dwa opowiadania science-fiction (Fundacja Polska-Europa-Polonia, 2017)
- Podróż bez biletu – opowiadanie (miesięcznik Czwarty Wymiar, nr 9/2001)
- Zepsute zabawki – bajka (O-Press, 2003)
- Krasnal i księżniczki – bajka (O-Press, 2003)
- Zaczarowany obrazek – bajka (O-Press, 2003)
- Kapryśna mrówka – bajka (O-Press, 2003)
- Mądra myszka – bajka (O-Press, 2003)
- Ptasie kłótnie – bajka (O-Press, 2003)
- Bałwanki – bajka (O-Press, 2003)
- Doktor zając – bajka (O-Press, 2003)
- Laleczki bajka (O-Press, 2003)
- Podstępny czarodziej – bajka (O-Press, 2004)
- Księżniczka z kremu – bajka (O-Press, 2004, reedycja: Buchmann, 2010)
- Królowa mórz – bajka (O-Press, 2004, reedycja: Buchmann, 2010)
- Łaciata krówka – bajka (O-Press, 2004)
- Nieśmiała wiewiórka – bajka (O-Press, 2004)
- Pusta miseczka – bajka (O-Press, 2004, reedycja: Buchmann, 2010)
- Zaczarowane truskawki – bajka (O-Press, 2004, reedycja pod zmienionym tytułem: Wesołe truskawki, Buchmann, 2010)
- Polskie bajki dobranocki – zbiór bajek (O-Press, 2005-2008)
- Dziadek Mróz – bajka (O-Press, 2005, reedycja: Buchmann, 2010)
- Biedna malarka – bajka (O-Press, 2005, reedycja: Buchmann, 2010)
- Odrobinka – bajka (O-Press, 2005)
- W śnieżnej krainie – bajka (O-Press, 2005)
- Porwane kurczątko – bajka (O-Press, 2005)
- Wiatru tchnienie o Chopinie – poemat (Buchmann, 2010)
- Bajki z serii „Polskie Bajki Dobranocki” wydawane w pakietach z „Bolkiem i Lolkiem:, Reksiem", i „Koziołkiem Matołkiem” (O-Press 2004, 2005)
- Powieść science fiction pt. „W świecie Fosforantów” i dwa opowiadania pt. Klucz do przeszłości” i „Podróż bez biletu” (2012)
- Powieść historyczno-fantastyczna (science fiction) dla młodzieży i dorosłych pt. ”Hymn zawieszony w czasie” (2013) Wydawnictwo Akademia Polonijna w Częstochowie
- W miasteczku krasnali (2015) WFOŚ i DK Łódź
- O kosmicznym ludku w babcinym ogródku (2016) Biznes Partner Polska
- O Myszce, Burku i kiszonym Ogórku (2016) WFOŚ i DK Łódź
- Dyptyk „Sercem pisane” – zbiór poezji autorów z różnych stron świata (2015) Wyd.Fundacja Jana Pawła II w Rzymie
- Wiatrowe opowieści z Kościuszką w treści (2017) Biznes Partner Polska
- O kosmicznym ludku w babcinym ogródku (2017, 2021) cz. I wyd. II i wyd. III wydawca Stowarzyszenie GPP Ekologia Warszawa
- Wiatru tchnienie o Chopinie wydanie II (2017) Wydawca: Asocjacja Pisarzy, Artystów, Dziennikarzy i Tłumaczy w Europie (APAJTE) z siedzibą w Paryżu
- Opowiadanie „Klucz do przeszłości” (2018) druk w Pamiętniku Literackim tom LV wydanym przez Związek Pisarzy Polskich na Obczyźnie z siedzibą w Londynie
- O kosmicznym ludku w babcinym ogródku (cz. I 2018) cz. II 2019 i cz. III 2020 r. Wyd. Stowarzyszenie Grupa Polskich Przedsiębiorców GPP Ekologia Warszawa.

### Wydania w j. niemieckim
- In der Welt der Märchenträume (Fischer Verlag, 2004 – 16 bajek)
- Collection deutscher Erzähler (Fischer Verlag, 2004)
- Von dem Kätzchen Susi und den Bänken Die Schuhe trugen (Fischer Verlag 2004)
- Die Cremeprinzessin (Fischer Verlag 2004)
- Die Eidechse und der Fuchs (Fischer Verlag 2004)
- Ronnie, der König (Fischer Verlag 2004)
- Das PerlenKönigtum (Fischer Verlag 2004)
- Die magische Brille (Fischer Verlag 2004)
- Ein Bär und ein Wölkchen (Fischer Verlag 2004)
- Von einem leichtglaubigen Entlein (Fischer Verlag     2004)
- Im Hasenland (Fischer Verlag 2004)
- Von einem alten Mann und seinen hölzernen Soldaten (Fischer Verlag 2004)
- Von der armen Malerin (Fischer Verlag 2004)
- Wie der Winter der Fee die Märchen raubte (Fischer Verlag 2004)
- Ein unerwarteter Besuch (Fischer Verlag 2004)
- Wie eine böse Hexe zur guten würde (Fischer Verlag 2004)
- Von einem Fischer, dem das Glük winkte und das Schicksal lachte (Fischer Verlag 2004)

## Nagrody i wyróżnienia
- 2005 – Nagroda Specjalna Ministra Kultury i Dziedzictwa Narodowego
- 2006 – Medal Prezydenta miasta Piotrkowa Trybunalskiego
- 2007 – Nominacja do tytułu ‘Niezwykłej Polki”
- 2011 – Nagroda Specjalna Ministra Kultury i Dziedzictwa Narodowego
- 2012 – Odznaka honorowa „Zasłużony dla Kultury Polskiej”
- 2014 – Wielka Encyklopedia Polonii Świata – Akademia Polonijna Częstochowa
- 2015 – Medal Światowego Stowarzyszenia Dziedzictwa Kulturowego Polonii
- 2018 – Nagroda Specjalna Ministra Kultury i Dziedzictwa Narodowego
- 2019 – III miejsce w konkursie stron internetowych na Festiwalu „Losy Polaków” Fundacji Polska -Europa-Polonia
- 2020 – Encyklopedia Dziedzictwa Polonii Świata Ambasadorowie Polonii. Wyd. Politechnika Krakowska